# I, Robot (videogioco)
I, Robot è un videogioco arcade progettato da Dave Theurer e pubblicato da Atari nel 1983. Il cabinato contiene due giochi. Il primo è I, Robot, uno sparatutto in cui il giocatore assume il ruolo dell'"Unhappy Interface Robot #1984", un robot servitore che si ribella contro il Grande Fratello. L'obiettivo del gioco consiste nel muoversi attraverso 126 livelli trasformando piattaforme rosse in piattaforme blu per distruggere gli scudi e gli occhi del Grande Fratello. Il giocatore può passare da questo gioco a Doodle City (un programma di disegno che dura tre minuti) e viceversa.
I, Robot è stato il primo videogioco commerciale a visualizzare scene di gioco in grafica poligonale (con la tecnica del flat shading) e a offrire il controllo della telecamera.
All'uscita, I, Robot non ha avuto una ricezione positiva ed è stato un flop finanziario. Ne sono stati prodotti da 750 a 1500 cabinati, ma oggi ne rimangono molti meno. Ciononostante, i cabinati rimasti sono diventati oggetti da collezione e in seguito il gioco è stato lodato per la sua grafica 3D al tempo innovativa. David Ellis l'ha elencato tra i "classici notevoli" dei suoi tempi.

## Meccanica di gioco
I, Robot è uno sparatutto multidirezionale in cuil il giocatore assume il ruolo dell'"Unhappy Interface Robot #1984", un robot servitore che è diventato autocosciente e decide di ribellarsi contro il Grande Fratello. L'obiettivo del gioco è distruggere i giganteschi occhi robotici del Grande Fratello che sorvegliano tutti i 126 livelli prima che il tempo a disposizione si esaurisca. Per farlo, il giocatore deve far passare il robot sui quadrati rossi (il colore dei quadrati bersaglio cambia ogni 26 livelli, così dal livello 27 sono gialli, dal livello 53 sono blu e dal livello 79 sono magenta) che coprono il campo di gioco, facendoli diventare blu e distruggendo lo scudo che protegge l'occhio per infine distruggere l'occhio stesso. Però, una delle leggi arbitrarie del Grande Fratello è "vietato saltare": questo significa che se il giocatore fa saltare il robot mentre l'occhio è aperto e l'iride è rosso, l'occhio distruggerà il robot e il giocatore perderà una vita. Altri pericoli, come uccelli, bombe e squali volanti, sono presenti per impedire che il robot completi la sua missione. Tra un livello e l'altro, il robot viaggia nello spazio (nel gioco queste parti sono chiamate "Space Wave") e deve sparare a tetraedri, meteore e vari nemici per raggiungere il livello successivo.
Premendo uno dei due pulsanti "Start", la telecamera zoomerà avanti e indietro e offrirà nuove angolazioni del campo di gioco. Angolazioni più ravvicinate forniscono punteggi più elevati, perché la minore visibilità rende il gioco più difficile. Nei livelli successivi, nemici chiamati "viewer killer" attaccano direttamente la telecamera, anziché il robot, costringendo il giocatore a passare a un'altra angolazione o a muovere il robot per allontanare la telecamera dai viewer killer prima di perdere una vita.
In tutto ci sono 26 architetture di livelli; passando il livello 26, le architetture si ripetono con una difficoltà maggiore e con un set di colori diverso, come nel precedente gioco Tempest, sempre della Atari. Il contatore di livelli sullo schermo ha solo due cifre, quindi i livelli dal 100 al 126 sono visualizzati come 0–26. Passando il livello 126, il gioco ritorna a un precedente livello scelto a caso.

### Doodle City
Doodle City, definito come "ungame" (non-gioco), è uno strumento di disegno incluso nel software che presenta al giocatore una selezione di forme poligonali tratte dal gioco vero e proprio. Le forme possono essere manipolate a piacere e lasciano scie quando vengono mosse da una parte all'altra dello schermo.
Doodle City dura tre minuti per ogni credito, anche se il giocatore può tornare a giocare ad  I, Robot in qualsiasi momento. Il numero di vite che il giocatore ha dipende da quanto tempo è stato speso a Doodle City: dal massimo di tre vite, una viene sottratta ogni minuto.

## Caratteristiche tecniche
Il gioco è dotato di suono stereo e grafica raster su un monitor a tubo catodico da 19 pollici. Usa un processore Motorola 6809 e quattro chip audio POKEY prodotti da Atari. Durante lo sviluppo, I, Robot aveva il titolo provvisorio Ice Castles.

## Ricezione e retaggio
A causa del suo funzionamento incredibilmente diverso, che rompeva la tradizione di Pac-Man, Galaga e Donkey Kong, il gioco non godette di grande popolarità all'uscita. Ne furono creati da 750 a 1500 cabinati, di cui oggi ne esiste solo una piccola parte. Da allora, i cabinati arcade sono diventati rari pezzi da collezione, e il coinvolgimento di Dave Theurer ne ha fatto aumentare il valore tra i collezionisti.
John Sellers ha descritto I, Robot come un "bersaglio mancato per poco" perché all'uscita non ha avuto grande popolarità. Ha inoltre lodato il gioco, chiamandolo divertente e influente. David Ellis l'ha listato tra i "classici notevoli" dei suoi tempi, chiamandolo "strano". Nel 2008, il Guinness dei Primati l'ha listato come il novantesimo gioco arcade game in termini di impatto tecnico, creativo e culturale, citando la sua innovativa grafica 3D. Gamasutra ha piazzato I, Robot nella sua lista dei 20 migliori giochi Atari, dicendo "questo è il tipo di brillantezza che Atari poteva mettere in campo nei suoi giorni sereni". Il gioco è stato citato come il primo gioco da sala a usare grafica poligonale 3D, ed è menzionato per questo nel Guinness dei Primati. Levi Buchanan e Craig Harris, di IGN hanno incluso I, Robot nei loro articoli "Dream Arcades".
Per vario tempo c'è stata una diceria secondo cui Atari avrebbe spedito 500 unità non vendute verso il Giappone, con l'ordine di gettare i cabinati nell'oceano a metà del viaggio. Rusty Dawe, un dipendente di Atari, ha smentito questa diceria come "totalmente inventata" in un'intervista nel 2009, aggiungendo "Mi sarebbe piaciuto gettare i controlli di I, Robot nell'oceano perché erano un totale incubo. Ma non è accaduto nemmeno questo."
I moderni storici dei videogiochi hanno portato maggiore attenzione al gioco come predecessore dei moderni giochi 3D.

## Remake
Il 12 febbraio 2025 è stato annunciato un remake del gioco. Il remake è in sviluppo presso Llamasoft, il cui fondatore Jeff Minter ha collaborato con Atari per sviluppare Tempest 2000, Tempest 3000, Tempest 4000 e Akka Arrh.